# Homoneura hopetounensis
Homoneura hopetounensis är en tvåvingeart som beskrevs av Kim 1994. Homoneura hopetounensis ingår i släktet Homoneura och familjen lövflugor. Inga underarter finns listade i Catalogue of Life.